# Tambaú (ort)
Tambaú är en ort i Brasilien.   Den ligger i kommunen Tambaú och delstaten São Paulo, i den sydöstra delen av landet, 700 km söder om huvudstaden Brasília. Tambaú ligger 703 meter över havet och antalet invånare är 19 956.
Terrängen runt Tambaú är platt åt nordväst, men åt sydost är den kuperad. Närmaste större samhälle är Santa Cruz das Palmeiras, 13,8 km söder om Tambaú.
Omgivningarna runt Tambaú är en mosaik av jordbruksmark och naturlig växtlighet. Runt Tambaú är det ganska tätbefolkat, med 83 invånare per kvadratkilometer.